# Serra de les Termes
La Serra de les Termes és una serra situada entre els municipis de Cànoves i Samalús i de Figaró-Montmany a la comarca del Vallès Oriental, amb una elevació màxima de 902 metres.